# China News Service
China News Service (chinois simplifié : 中国新闻社) est une agence de presse chinoise créée en 1952 détenue par le gouvernement chinois. Il s'agit de la deuxième plus grosse agence de presse nationale derrière Xinhua. Son secteur d'influence est la Chine: continentale, Hong-Kong, Macao et Taïwan.
Elle dispose de bureaux en France, en Thaïlande, aux États-Unis, et au Japon.